# Shugseb-Kloster
| Tibetische Bezeichnung                   |
| ---------------------------------------- |
| Wylie-Transliteration: shug gseb dgon pa |
| Chinesische Bezeichnung                  |
| Traditionell: 修賽寺                     |
| Vereinfacht: 修赛寺                      |
| Pinyin:Xiusai si                         |

Das Shugseb-Kloster (tib.: shug gseb dgon pa) wurde von Gyergom Tshülthrim Sengge (gyer sgom tshul khrims seng ge; 1144–1204), einem Schüler von Phagdru Dorje Gyelpo (phag gru rdo rje rgyal po), im Eisen-Rinder-Jahr des 3. Sechzig-Jahres-Zyklus (1181) im Gebiet von Nyephu gegründet. Das Kloster liegt im Kreis Qüxü (Chushur) der bezirksfreien Stadt Lhasa in Tibet auf einer Höhe von 4100 m.
Die sich von diesem Ort ausbreitende religiöse Tradition wurde Shugseb-Kagyü (shug gseb bka' brgyud) genannt. Gyergom Tshülthrim Sengges Schüler legten großen Wert darauf, die Lehren der Shiche (zhi byed)-Tradition zu studieren, deswegen wurden sie von manchen auch als Shichepa (zhi byed pa), d. h. Anhänger der Shiche-Schule, betrachtet.
Das Kloster ist heute ein Nonnenkloster der Nyingmapa.